# Principális-völgy
A Principális-völgy a Zalai-dombság egyik kistája Zala vármegye területén. A 120 km²-es területű kistáj az Egerszeg–Letenyei-dombság és a Zalaapáti-hát között húzódó meridionális völgy, amely az északi Felső-Zala-völgyet a déli helyzetű Mura bal parti síkkal köti össze.

## Földtan és domborzat
A komplex meridionális völgy földtani mélyszerkezete megegyezik a szomszédos Egerszegi–Letenyei-dombságéval és Zalaapáti-hátéval. A medencealjzatot triász és kréta időszaki karbonátos kőzetek, valamint devon és szilur korabeli metamorfitösszletek építik fel. A völgy több szakaszban süllyedt meg, ennek okai a szerkezeti mozgások mellett a folyóvízi erózióra és a szél felszínalakító munkájára (defláció) vezethetőek vissza. A megsüllyedt völgyfenék aljzatára a pleisztocén során folyóvízi homok, helyenként vályog és lösz rétegződött. Bajcsa térségében szénhidrogénkészleteket rejt az alapkőzet.
A Principális-völgy felszínalaktanilag különböző időszakokban és különböző mértékben megsüllyedt, 2–3 km széles völgyszakaszok füzére. Alsórajk és Kilimán térségében keresztezi a földszerkezeti Balaton-vonal, itt található a völgy legmagasabb pontja (153 m), egyben vízválasztója is. Innen süllyed a terület északi és déli irányban egyaránt, északi végpontján 133 méteres, déli peremén 138 méteres tengerszint feletti magasságig. Északi részén meredek völgylejtők választják el a keleti és nyugati irányban elterülő hátságoktól, a lejtők dél felé egyre alacsonyabbak, a völgyfenék pedig egyre szélesebb, Nagykanizsa déli térségében már 5 km széles völgymedencét alkot.
A völgyben fut a Zala völgye felől a Murába ömlő, 57,5 km hosszú Principális-csatorna. A csatornát a korábban lefolyástalan, mocsarak és lápok borította völgy vízfeleslegének lecsapolására építették ki a 19. században. Vízbősége déli irányban haladva dinamikusan nő, középvízhozama Nagykanizsánál már 58,2 m³/s. A völgy északi részének csekély vízfeleslegét a jóval kisebb vízhozamú (0,25 m³/s), 16 km hosszú Foglár-csatorna vezeti le a Zalába. Állóvizei közül a legnagyobbak a mesterséges bajcsai (73 ha) és palini (24 ha) halastavak.

## Éghajlat
Mérsékelten hűvös kistáj, az átlagos évi hőmérséklet 9,5–9,7 °C között alakul, területi különbségekkel a hűvösebb északi és enyhébb déli vidékek között. A vegetációs időszak átlaghőmérséklete északon 16,0 °C, délen 16,3 °C. Az évenkénti napsütéses órák száma 1950 körül mozog. A csapadékmennyiség éves átlaga 700–750 mm közötti, ezzel mérsékelten nedves kistájaink közé tartozik. Az északi és déli szél gyakorisága a völgy iránya következtében kiegyenlített.

## Talaj és növényzet
A szomszédos hátságokkal érintkező völgylejtők uralkodó talajtípusa az agyagbemosódásos barna erdőtalaj (36%), amelyet foltokban lepusztult, köves és földes kopárok borítanak (3%). A mélyebben ülő völgyfenék déli szakaszát réti talaj (22%), középső vidékét lecsapolt síkláptalaj (18%), északi részeit pedig lápos réti talaj (21%) borítja. Északi irányban haladva nő a szántöföldek kiterjedése, a legelők és természetes gyepek rovására.
A völgy, különösen annak déli szakasza korábban lefolyástalan mocsárterület volt, amelynek helyét – a területet lecsapoló Principális-csatornának köszönhetően – mára üde láprétek, zsombékosok, magassásosok és égerligetek foglalták el. Ez a folyamat több értékes növényfaj eltűnésével járt (pl. lápi hízóka), s a mai franciaperjés rétek és mocsárrétek is meglehetősen fajszegények (mocsári sás, réti imola, csermelyaszat stb.). A magasabban fekvő területek természetes erdőtársulásai a gyertyános-kocsányostölgyesek és a szubmediterrán bükkösök, illetve a kistáj déli részén korábban természetes keményfaligetek is voltak. Az erdők nagy részét mára kiirtották s helyüket részben telepített akácosok vették át. Természetvédelem alatt áll a Nagykapornakhoz tartozó Remetekert erdőrezervátum.
| Területhasznosítás | Terület    | Területarány |
| ------------------ | ---------- | ------------ |
| Lakott terület     | 659,2 ha   | 5,5%         |
| Szántó             | 4 659,7 ha | 38,8%        |
| Kert               | 249,2 ha   | 2,1%         |
| Szőlő              | 0,0 ha     | 0,0%         |
| Rét, legelő        | 3 371,3 ha | 28,1%        |
| Erdő               | 2 495,7 ha | 20,8%        |
| Vízfelszín         | 570,4 ha   | 4,8%         |

## Népesség
A Principális-völgy lakossága 10 553 fő (2001), népsűrűsége negyedével alatta marad az országos átlagnak (87,9 fő/km²). Településhálózata rendkívül egyenetlen, a bő lefolyású déli völgyszakasz évszázadokon keresztül lápvidéknek adott otthont, így a megtelepedésre alkalmatlan volt. A csekély vízfeleslegű északi völgyrész legnagyobb települése Nagykapornak (975 fő), mellette két-két aprófalu (Misefa, Nemesrádó) és törpefalu (Gyűrűs, Orbányosfa) található ezen a területen. A déli kiszélesedett völgymedencében terül el Nagykanizsa belterületi részének nyugati fele (Kiskanizsa), illetve tartozéktelepülései közül Bajcsa, Korpavár és Miklósfa.
A 2001. évi népszámlálási adatok alapján a lakosság 80%-a római katolikus, 2,6%-a református, 1,8%-a pedig evangélikus felekezetű. A népesség döntő része, kb. 98,9%-a magyar nemzetiségű, mellettük egyedül a cigányság részaránya közelíti meg a 0,5%-ot.
A völgy Zalaszentmihály és Pókaszepetk közötti szakaszán a 7362-es út húzódik végig.